# Béatrice Patrie
Béatrice Patrie este un om politic francez, membru al Parlamentului European în perioada 1999-2004 din partea Franței. 
1. ↑  Autoritatea BnF, accesat în 31 decembrie 2019
2. ↑  Deputații în Parlamentul European, accesat în 27 octombrie 2024